# Universal Media Server
 (juin 2025).
Si vous disposez d'ouvrages ou d'articles de référence ou si vous connaissez des sites web de qualité traitant du thème abordé ici, merci de compléter l'article en donnant les références utiles à sa vérifiabilité et en les liant à la section « Notes et références ».
Universal Media Server est un serveur multimédia UPnP compatible DLNA. Il est né d'un fork de PS3 Media Server. Il permet la diffusion de fichiers multimédias sur une large gamme d'appareils, notamment les consoles de jeux vidéo, les téléviseurs intelligents, les smartphones et les lecteurs Blu-ray. Il diffuse et transcode les fichiers multimédias via une connexion réseau vers le périphérique de rendu, garantissant qu'un périphérique de rendu pris en charge recevra le contenu dans un format pris en charge par le périphérique. Le transcodage est réalisé via des outils comme AviSynth, FFmpeg, MEncoder ou VLC.
Les améliorations par rapport à son prédécesseur, PS3 Media Server, incluent la prise en charge de l'interface web pour les appareils non DLNA, davantage de moteurs de rendu pris en charge, le réglage automatique du débit et de nombreuses autres améliorations de transcodage.

## Crédit de traduction
- (en) Cet article est partiellement ou en totalité issu de l’article de Wikipédia en anglais intitulé « Universal Media Server » (voir la liste des auteurs).